# Bomaanslag in Bagdad op 3 juli 2016
Op 3 juli 2016 werd er een dubbele bomaanslag gepleegd in de Iraakse hoofdstad Bagdad. Hierbij vielen 292 doden en meer dan 300 gewonden. Deze aanslag is een van de grootste aanslagen in Irak in de voorafgaande 10 jaar.

## De aanslag
De aanslag werd gepleegd door leden van de terreurgroep Islamitische Staat, rond middernacht tijdens de ramadan. Daarom was het op dat tijdstip drukker in de stad dan anders. De dader zou met zijn bomgordel een winkelcentrum in zijn gelopen en daar zijn bom tot ontploffing hebben gebracht.